# Karl Pickert
Karl Pickert (17. září 1835 Teleč – 8. října 1888 Praha) byl rakouský a český novinář a politik německé národnosti, v 2. polovině 19. století poslanec Českého zemského sněmu a Říšské rady.

## Biografie
Narodil se v Teleči v západních Čechách v rodině zemědělce. Vystudoval na Malostranském gymnáziu v Praze a v letech 1854–1858 absolvoval Karlo-Ferdinandovu univerzitu v Praze, kde roku 1864 obdržel titul doktor filozofie. V roce 1861 spoluzaložil Verein für Geschichte der Deutschen in Böhmen (Spolek pro dějiny Němců v Čechách). Věnoval se žurnalistice. V roce 1867 založil v Praze týdeník Deutsche Volkszeitung, který řídil až do svého odchodu do Vídně. V hlavním městě monarchie potom v letech 1871–1872 vedl jím založené noviny Deutsche Volkszeitung.
V 60. letech 19. století se zapojil i do zemské a celostátní politiky. V roce 1866 byl dodatečně zvolen za svůj domovský okres na Český zemský sněm. V řádných zemských volbách v lednu 1867 byl na Český zemský sněm zvolen v kurii venkovských obcí (obvod Žlutice – Bochov). Mandát obhájil za tentýž obvod i v krátce poté vypsaných volbách v březnu 1867, stejně jako v následujících zemských volbách v roce 1870. a volbách v roce 1872. Na mandát rezignoval roku 1873. V letech 1867–1871 byl navíc členem zemského výboru. Zasedal také v Říšské radě (celostátní zákonodárný sbor), kam ho vyslal zemský sněm roku 1870 (tehdy ještě Říšská rada nevolena přímo, ale tvořena delegáty jednotlivých zemských sněmů). 10. listopadu 1870 složil poslanecký slib. Opětovně sem byl zemským sněmem delegován roku 1871 (7. května 1872 opětovně složil slib). Na počátku 70. let prostřednictvím listu Deutsche Volkszeitung výrazně agitoval za silnější obhajobu národních zájmů českých a rakouských Němců. Ve volbách do Říšské rady roku 1873 ho ovšem porazil v západočeském volebním okrsku Anton Waldert.
V 70. letech, během dočasného ústupu z aktivní politiky, se plně soustředil na novinářskou profesi. Roku 1873 se přestěhoval do Litoměřic, kde zakoupil tiskárnu a převzal regionální list Leitmeritzer Zeitung. V roce 1882 spoluzakládal a až do své smrti vedl noviny Der deutsche Landwirt. Byl předsedou Svazu německých novinářů v Čechách.
V 1. polovině 80. let se navrátil do zákonodárných sborů. V listopadu 1885 byl v doplňovacích volbách zvolen znovu na Český zemský sněm, nyní za kurii venkovských obcí (obvod Šluknov – Haňšpach). A ve volbách do Říšské rady roku 1885 (Říšská rada už nyní volena přímo) byl za kurii venkovských obcí, obvod Děčín, Rumburk atd., zvolen i do vídeňského parlamentu. Na zemském sněmu zastupoval frakci Deutschliberale Partei na Říšské radě německý Fortschrittsklub (takzvaná Ústavní strana, liberálně a centralisticky orientovaná, odmítající federalistické aspirace neněmeckých etnik, později Německá pokroková strana). V rámci německé liberální strany patřil k jejím hlavním představitelům.
Jeho opětovnou politickou dráhu ukončila dlouhá nemoc, jíž posléze podlehl. Zemřel v říjnu 1888 Praze (v privátní klinice dr. Blocha), pohřben byl v Litoměřicích. Jeho místo v Říšské radě zaujal Julius Lippert. Hlavní politický deník českého tábora, Národní listy, označil v zprávě o úmrtí Pickerta za řečníka, který „vynikal neobyčejnou vášní a jízlivostí, jako německonacionální agitátor bezohlednou nevraživostí proti všelikému snažení národa českého.“ Německý deník Bohemia v obsáhlém nekrologu o Pickertovi mluví jako o „jednom z nejvýznamnějších a nejvlivnějších členů německé liberální strany,“ který byl „nejnenáviděnější a neúnavný, nejbojovnější i nejpracovitější.“ Jeho pohřbu v Litoměřicích se zúčastnila německá politická reprezentace z celých Čech.